# Fernando Molinos
Fernando Molinos Granada (Soria, 1º agosto 1950) è un dirigente sportivo ed ex calciatore spagnolo, di ruolo centrocampista

Dal giugno 2012 ricopre la carica di presidente del Real Saragozza..

## Carriera
Figlio di Antonio Molinos Buisan, allenatore di calcio e giornalista sportivo, Molinos ha sviluppato tutta la sua carriera come centrocampista difensivo e marcatore.
Anche se cresciuto a Saragozza, Fernando Molina è nato nel 1950 a Soria, perché a quel tempo suo padre allenava il CD Numancia.Ha iniziato la sua carriera nel Real Saragozza e dopo aver fatto tutta la trafila dal settore giovanile, debuttò in Primera Division del 18 ottobre 1970, contro il Celta Vigo. Al termine della stagione il Real Zaragoza retrocede in Segunda Division. Dopo aver raggiunto la promozione la stagione successiva, ha giocato altri due anni con Real Zaragoza, fino ad aprile 1974 quando Manuel Meler lo reclutò per l'Espanyol. Quella stessa stagione ha debuttato con la maglia blu e bianco, giocando due gare della Copa del Generalisimo contro l'UE Sant Andreu e Barcellona.
Molinos è rimasto nell'Espanyol da capitano fino al 1984. È stato praticamente sempre titolare durante i suoi dieci anni, partecipando a 264 partite di campionato. Questo dato lo pose al momento del suo ritiro, come il terzo giocatore spagnolo con più presenze in Primera Division, alle spalle di Antonio Argilés (300) e José María García (267). Inoltre, ha giocato sei partite con l'Espanyol nella Coppa UEFA 1976-1977.